# Guize
Guize (fl. XV secolo) fu un sovrano del regno di Maxorata, che occupava la porzione settentrionale dell'isola di Fuerteventura (arcipelago delle Canarie), poco prima della conquista spagnola all'inizio del XV secolo..
L'isola era divisa all'epoca - anche per mezzo di un'opera muraria di cui non rimane più traccia - in due regni di etnia Mahoreros, definiti dai conquistatori come Guanci: Maxorata a nord e Jandía a sud, quest'ultimo governato da re Ayose. Quando i conquistadores spagnoli guidati dagli esploratori francesi Jean de Béthencourt e Gadifer de la Salle mossero all'occupazione dell'isola, Guize strinse un'alleanza con Ayose per fronteggiare l'invasore. I canariani vinsero le prime battaglie, ma furono successivamente sopraffatti dagli spagnoli - militarmente molto più avanzati - che nel 1405 completarono la conquista dell'isola. L'isola, come tutto l'arcipelago, fu sottomessa allo stesso Béthencourt, che aveva ricevuto nel 1403 il titolo regio da Enrico III di Castiglia in cambio del suo vassallaggio.
A seguito della sconfitta, i due sovrani si fecero battezzare assumendo i nomi spagnoli, rispettivamente, di Luiz e Alfonso. In ricordo dei sovrani sono state erette due statue in bronzo alte circa 3 metri, sulla strada che collega Antigua con Betancuria.